# Calamus (plant)
Calamus is een geslacht uit de palmenfamilie (Arecaceae). De soorten komen voor in (sub)tropisch Azië, Afrika en Australië.

## Soorten
Het geslacht kent ongeveer 400 soorten:
- Calamus acidus
- Calamus acuminatus
- Calamus adspersus
- Calamus albus
- Calamus andamanicus
- Calamus aruensis
- Calamus arugda
- Calamus australis
- Calamus axillaris
- Calamus bacularis
- Calamus bicolor
- Calamus blumei
- Calamus boniensis
- Calamus burckianus
- Calamus caesius
- Calamus caryotoides
- Calamus castaneus
- Calamus compsostachys
- Calamus egregius
- Calamus exilis
- Calamus gibbsianus
- Calamus javensis
- Calamus manan
- Calamus mattanensis
- Calamus megaphyllus
- Calamus melanorhynchus
- Calamus microcarpus
- Calamus microsphaerion
- Calamus merrillii
- Calamus minahassae
- Calamus mindorensis
- Calamus mitis
- Calamus moseleyanus
- Calamus moti
- Calamus muelleri
- Calamus multinervis
- Calamus muricatus
- Calamus nambariensis
- Calamus obovoideus
- Calamus optimus
- Calamus ornatus
- Calamus ovoidus
- Calamus oxleyanus
- Calamus palustris
- Calamus paspalanthus
- Calamus pedicellatus
- Calamus perakensis
- Calamus pelegrinus
- Calamus pilosellus
- Calamus polystachys
- Calamus pogonacanthus
- Calamus radicalis
- Calamus ramulosus
- Calamus reyesianus
- Calamus rhomboideus
- Calamus rhytidomus
- Calamus rotang
- Calamus ruvidus
- Calamus scabridulus
- Calamus sedens
- Calamus semoi
- Calamus suaveolens
- Calamus scipionum
- Calamus simplex
- Calamus simplicifolius
- Calamus siphonospathus
- Calamus spinifolius
- Calamus subinermis
- Calamus symphysipus
- Calamus tenuis
- Calamus tetradactylus
- Calamus trachycoleus
- Calamus tomentosus
- Calamus tumidus
- Calamus trispermus
- Calamus ulur
- Calamus unifarius
- Calamus usitiatus
- Calamus vidalianus
- Calamus viminalis
- Calamus vitiensis
- Calamus wailong
- Calamus warburgii
- Calamus zeylanicus
- Calamus zollingeri

... · 
Acanthophoenix · 
Acoelorrhaphe · 
Acrocomia · 
Actinokentia · 
Actinorhytis · 
Adonidia · 
Aiphanes · 
Allagoptera · 
Alloschmidia · 
Ammandra · 
Aphandra · 
Archontophoenix · 
Areca · 
Arenga · 
Asterogyne · 
Astrocaryum · 
Attalea · 
Balaka · 
Bactris · 
Barcella · 
Basselinia · 
Beccariophoenix · 
Bentinckia · 
Bismarckia · 
Borassodendron · 
Borassus · 
Brahea · 
Brassiophoenix · 
Brongniartikentia · 
Burretiokentia · 
Butia · 
Calamus · 
Calospatha · 
Calyptrocalyx · 
Calyptrogyne · 
Calyptronoma · 
Campecarpus · 
Carpentaria · 
Carpoxylon · 
Caryota · 
Ceratolobus · 
Ceroxylon · 
Chamaedorea · 
Chamaerops · 
Chambeyronia · 
Chelyocarpus · 
Chuniophoenix · 
Clinosperma · 
Clinostigma · 
Coccothrinax · 
Cocos · 
Colpothrinax · 
Copernicia · 
Corypha · 
Cryosophila · 
Cyphokentia · 
Cyphophoenix · 
Cyphosperma · 
Cyrtostachys · 
Daemonorops · 
Deckenia · 
Desmoncus · 
Dictyocaryum · 
Dictyosperma · 
Dransfieldia · 
Drymophloeus · 
Dypsis · 
Elaeis · 
Eleiodoxa · 
Eremospatha · 
Eugeissona · 
Euterpe · 
Euterpe · 
Gaussia · 
Guihaia · 
Hedyscepe · 
Hemithrinax · 
Heterospathe · 
Howea · 
Hydriastele · 
Hyophorbe · 
Hyospathe · 
Hyphaene · 
Iguanura · 
Iriartella · 
Itaya · 
Johannesteijsmannia · 
Juania · 
Jubaea · 
Jubaeopsis · 
Kentiopsis · 
Livistona · 
Lodoicea · 
Mauritia · 
Medemia · 
Metroxylon · 
Nannorrhops · 
Nypa · 
Phoenix · 
Raphia · 
Ravenea · 
Rhapis · 
Rhopalostylis · 
Roystonea · 
Sabal · 
Salacca · 
Serenoa · 
Syagrus · 
Tahina · 
Trachycarpus · 
Trithrinax · 
Washingtonia · 
Wodyetia · 
...